# Юсуповский сельсовет (Башкортостан)
Юсуповский сельсовет (баш. (Йосоп ауыл советы) — низшая административно-территориальная единица в Дюртюлинском районе Башкирской АССР Российской Федерации. Административный центр — село Юсупово. Вошёл в 1954 году в Черлаковский сельсовет.

## История
Образован в 1918 из населённых пунктов Каинлыковской волости.
В 1954 произошло слияние с Черлаковским сельским советом.

## Население
По итогам Всесоюзной переписи  1939 года насчитывалось 1180 человек, из них 554 мужчины, 626 женщин.